# Ceràmica romana
Sota el terme de ceràmica romana s'uneixen produccions de terrissa de molt diverses procedències, categories tècniques i zones de comercialització o difusió. Des de produccions locals fruit d'artesans anònims que assorteixen una demanda molt propera, fabricades amb tècniques i formes de la tradició local, fins a luxoses i sofisticades vaixelles amb influències hel·lenístiques i orientals, sortides de famosos tallers altament especialitzats, que signen els seus productes i els difonen pels racons més recòndits de l'orbe romà. Aquest fenomen abasta un espai cronològic molt extens, que comprèn des de l'època republicana –amb produccions com les campanianes, hereves directes de les ceràmiques àtiques i etrusques, que es remunten al segle IV aC– fins a la fi de l'Imperi, amb manufactures que perllonguen la seva tradició al llarg de tota l'antiguitat tardana fins a les albors de l'edat mitjana, és a dir més de 1.000 anys d'història.
A aquest àmbit espacial i temporal s'hi uneix una ingent varietat de funcions i formes: ceràmiques comunes per ser usades a taula, la cuina i el rebost, d'emmagatzematge i transport, àmfores, llànties, commemoratives, ceràmiques de tocador o vaixelles fines i de luxe com la terra sigillata –sense oblidar els més modestos materials ceràmics de construcció, que van proporcionar una ajuda inestimable a una política d'edificació sense parió al món antic–, tot plegat configura un immens llegat material i cultural, de valor importantíssim per a arqueòlegs, ceramòlegs i estudiosos de l'antiguitat clàssica en general.
Tota aquesta diversitat tècnica, formal, funcional, geogràfica i cronològica va acompanyada d'una gran varietat decorativa, que abasta gairebé totes les tècniques conegudes: pintura, incisió, excisió, brunyiment, estampillat, burinatge, l'ús de la barbotina o el relleu aplicat i, potser la més difosa de totes, el modelatge, que dona lloc a la primera producció en massa de la història, la terra sigillata. Alguns d'aquests productes van arribar a aconseguir tal grau de perfecció que avui es consideren veritables obres d'art.
Des del seu naixement fins a la seva mort, cada ciutadà romà necessitava utensilis i atuells de tota classe per a les activitats de la vida diària, de manera directa o indirecta. La seva presència en la vida quotidiana era tan constant com el plàstic en la societat actual. Aquest mercat tan vast va ocasionar una demanda ingent i permanent, cosa que vol dir que la fabricació terrissaire va esdevenir l'activitat manufacturera més important de l'època. Fins i tot les legions romanes disposaven dels seus propis tallers de terrissa, la qual cosa va donar lloc també a una gran pluralitat de produccions militars.

## Tipologies principals
Pel que fa al seu ús en la vida quotidiana, en la ceràmica romana se solen destacar dues tipologies principals: d'una banda els atuells que s'utilitzaven per transportar líquids i cereals, i d'altra banda els que tenien un ús domèstic. Els primers presenten la forma d'una àmfora allargada acabada en punta, de manera que es poguessin clavar a terra i s'aguantessin millor.

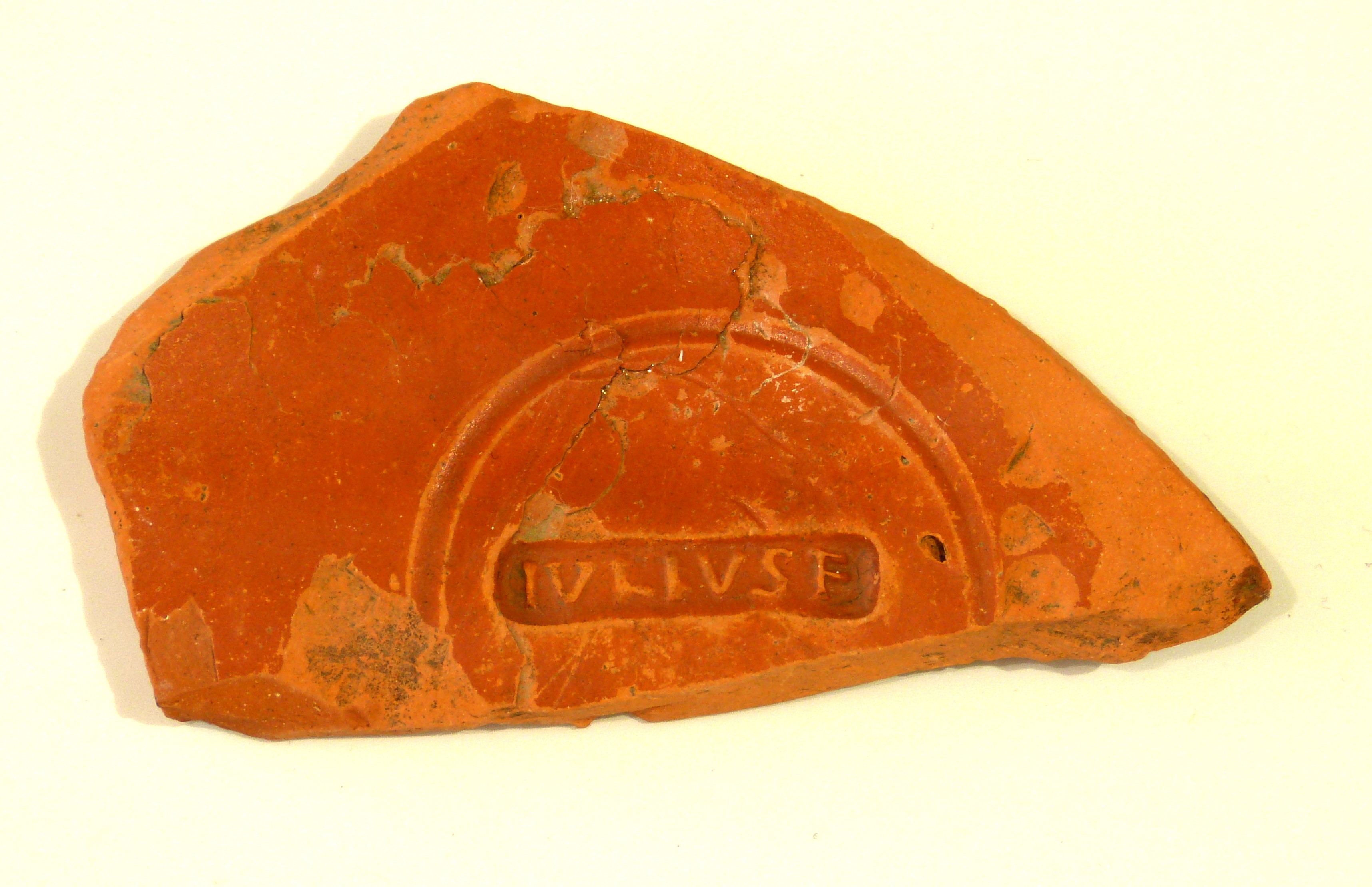
Marca de terrissaire (sigillum) en un fragment de ceràmica (Limeseum, parc arqueològic de Weiltingen, Baviera)

Per la seva banda, la ceràmica d'ús domèstic utilitzava fonamentalment el que es coneix com a terra sigillata. Es fabricava amb el torn de terrissaire, seguint el prodeciment de la centrifugació, amb uns resultats de gran qualitat i perfecció. Després es procedia a la decoració de la peça, normalment mitjançant la tècnica de l'estampillat –l'estampilla (en llatí sigillum) era la marca que hi estampava el terrissaire amb un punxó–, i es recobria amb un vernís brillant, vermellós, de la mateixa tonalitat que el fang.
Els vasos realitzats amb aquesta tècnica de la terra sigillata presenten parets primes i dures i eren fabricats de manera, podríem dir-ne, industrialitzada; com que, tal com hem avançat, els terrissaires marcaven la seva producció amb un senyal, s'han pogut identificar diversos tallers. La terra sigillata considerada de més qualitat i més reputada sembla que va ser la de la ciutat d'Arezzo, l'antiga Arretium, a Etrúria, per la qual cosa a aquest tipus de producció terrissaire se l'anomena també «ceràmica aretina». A la Gàl·lia destaquen els tallers ceràmics de Condatomagus –indret identificat amb l'actual jaciment arqueològic de La Graufesenque, prop de Millau (Occitània)–, que en el seu moment tingueren una gran anomenada i els objectes que s'hi fabricaren es van estendre per tot el món romà.
Una altra variant de terrissa és la confeccionada amb la tècnica de la barbotina, una barreja d'aigua i argila, que servia per ornamentar la superfície de l'atuell amb un cordó de fang de forma similar al que es fa en la decoració de certs productes pastissers.
Aquesta diversitat de tipus ceràmics i la consegüent abundància representa per als arqueòlegs i els historiadors un extraordinari repte de recerca, alhora que aquestes peces són una eina fonamental per a la datació dels jaciments i l'estudi dels intercanvis comercials en cada període i a cada lloc determinat i, fins i tot, per analitzar la penetració de les influències romanes entre aquells pobles que, bé mitjançant el comerç, bé mitjançant la conquesta, van entrar en contacte amb Roma.

## Tipus de ceràmica romana
- Ceràmica negra campaniana

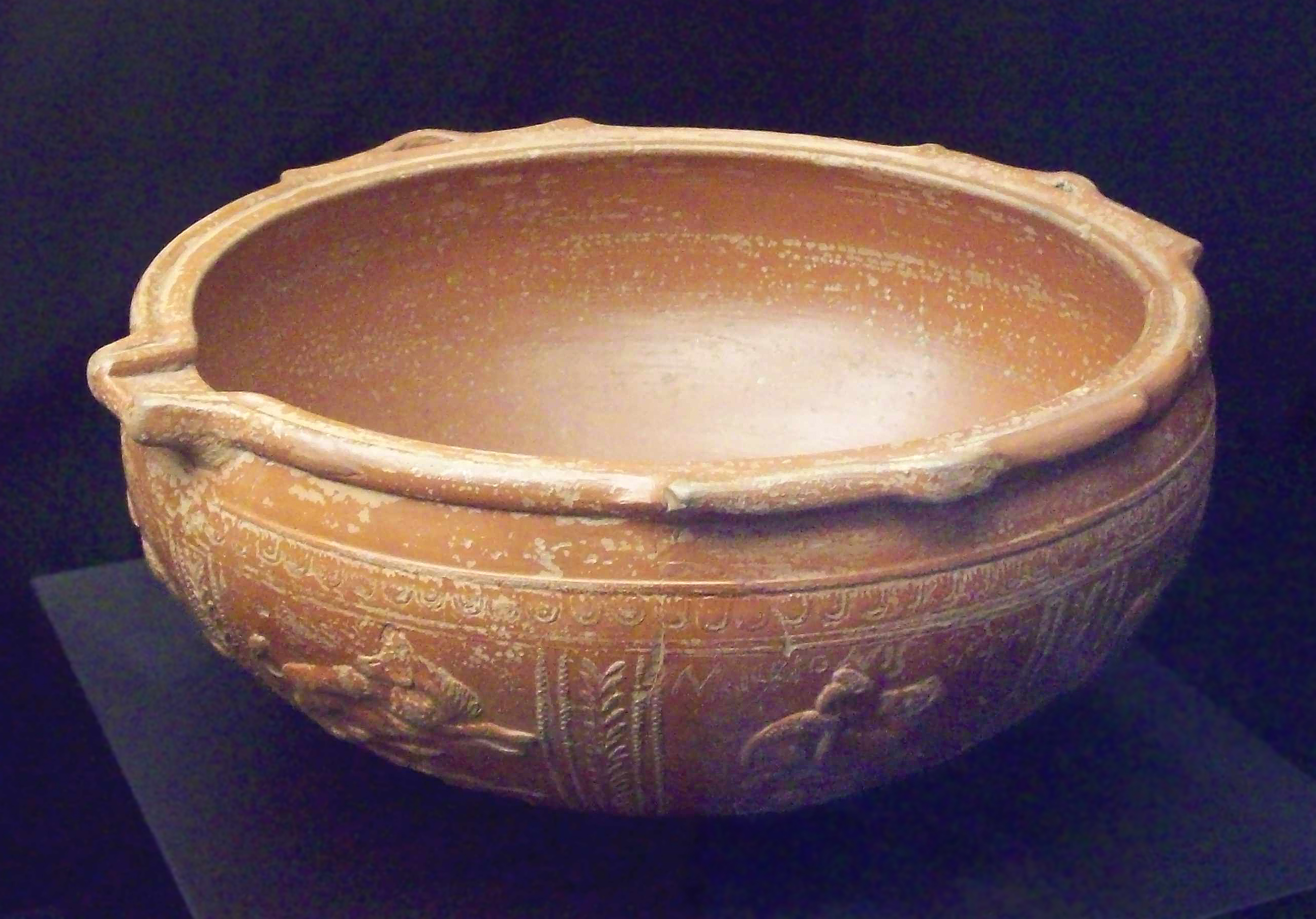
Bol de terra sigillata hispànica trobat a Càstulo (MAN, Madrid)

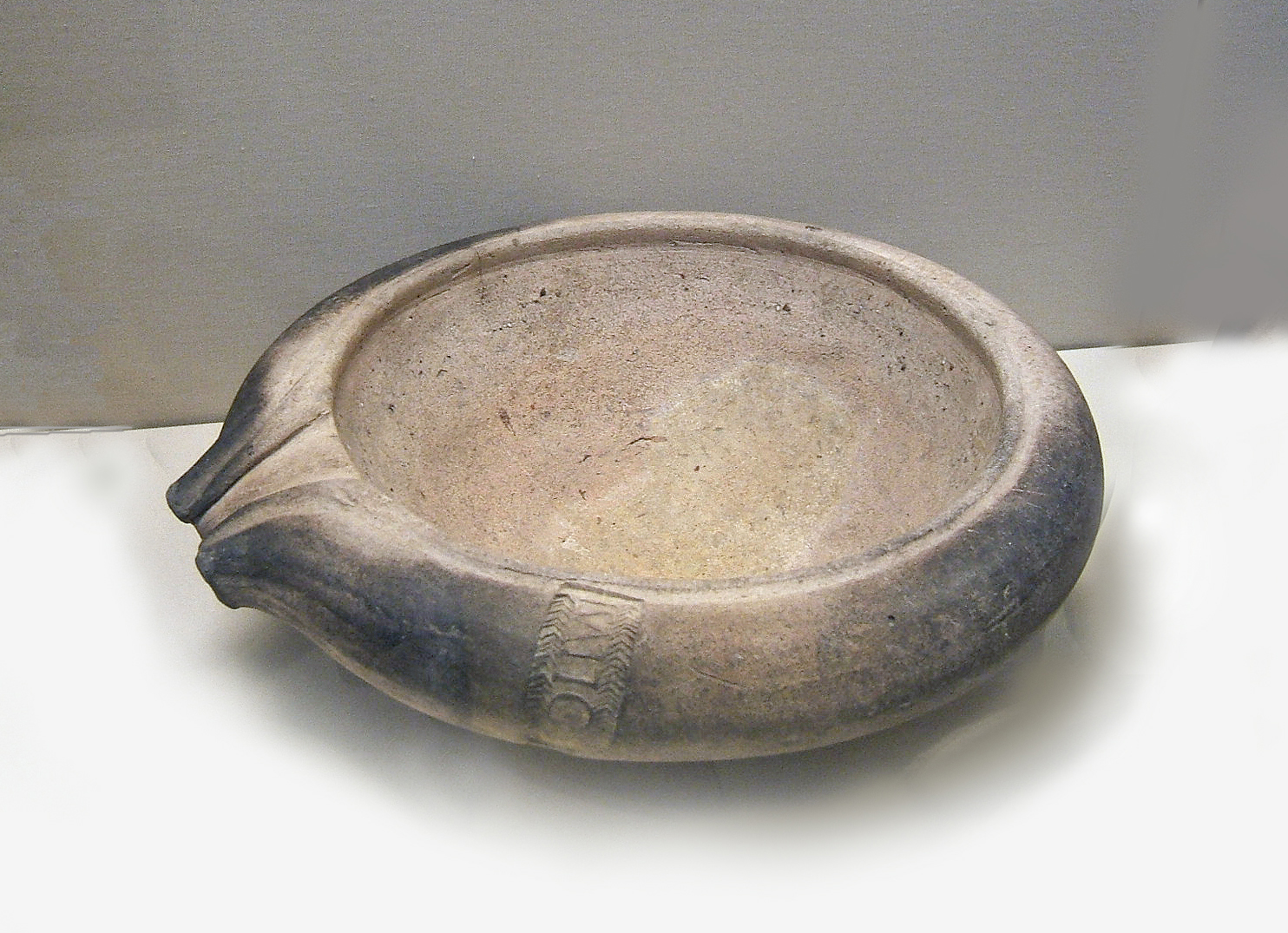
Morter trobat a Londínium amb el sigillum del terrissaire SOLLVS (Museu Britànic), Londres

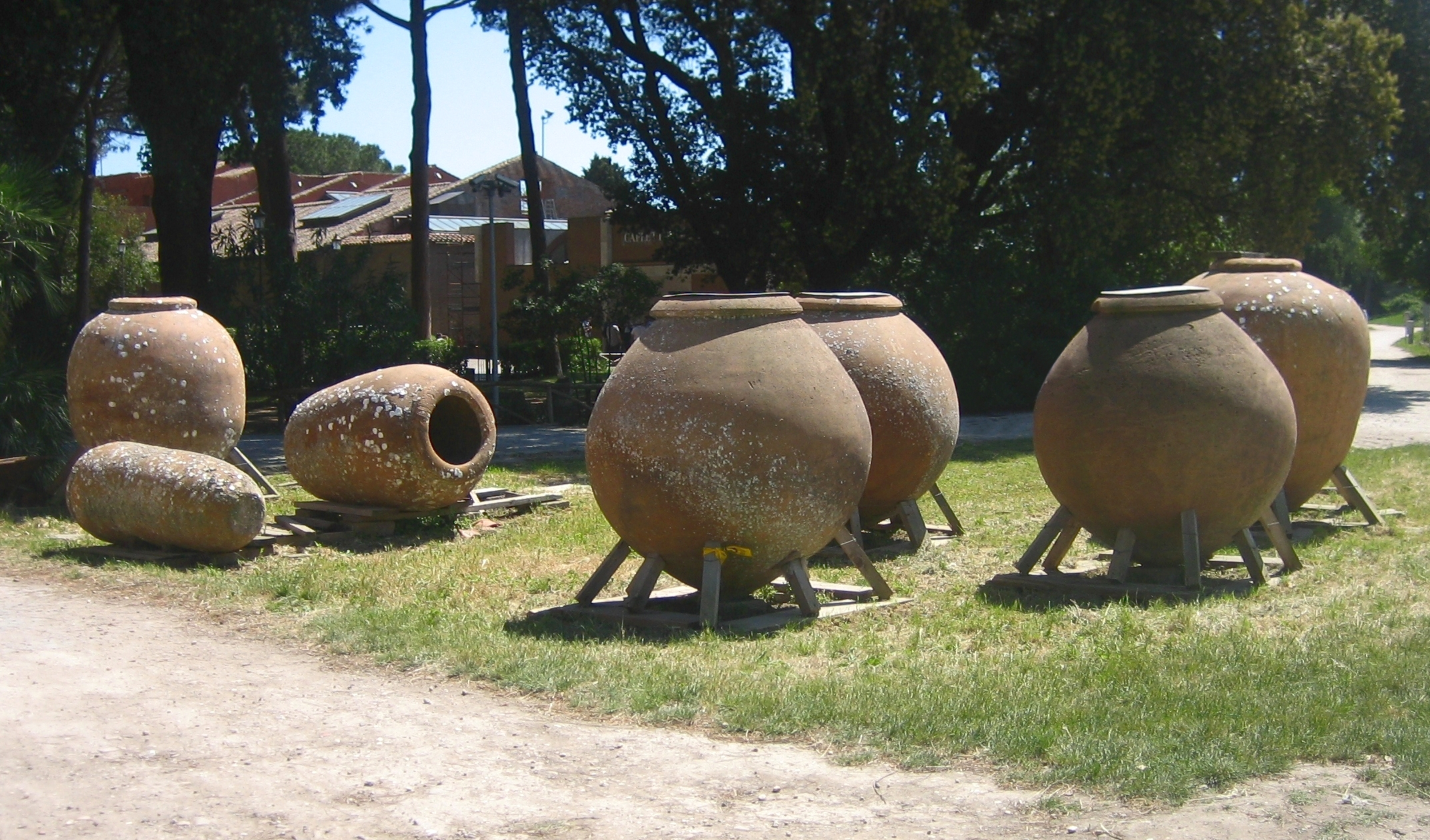
Grans gerres (dolia) escampades per les ruïnes d'Òstia, el port de Roma

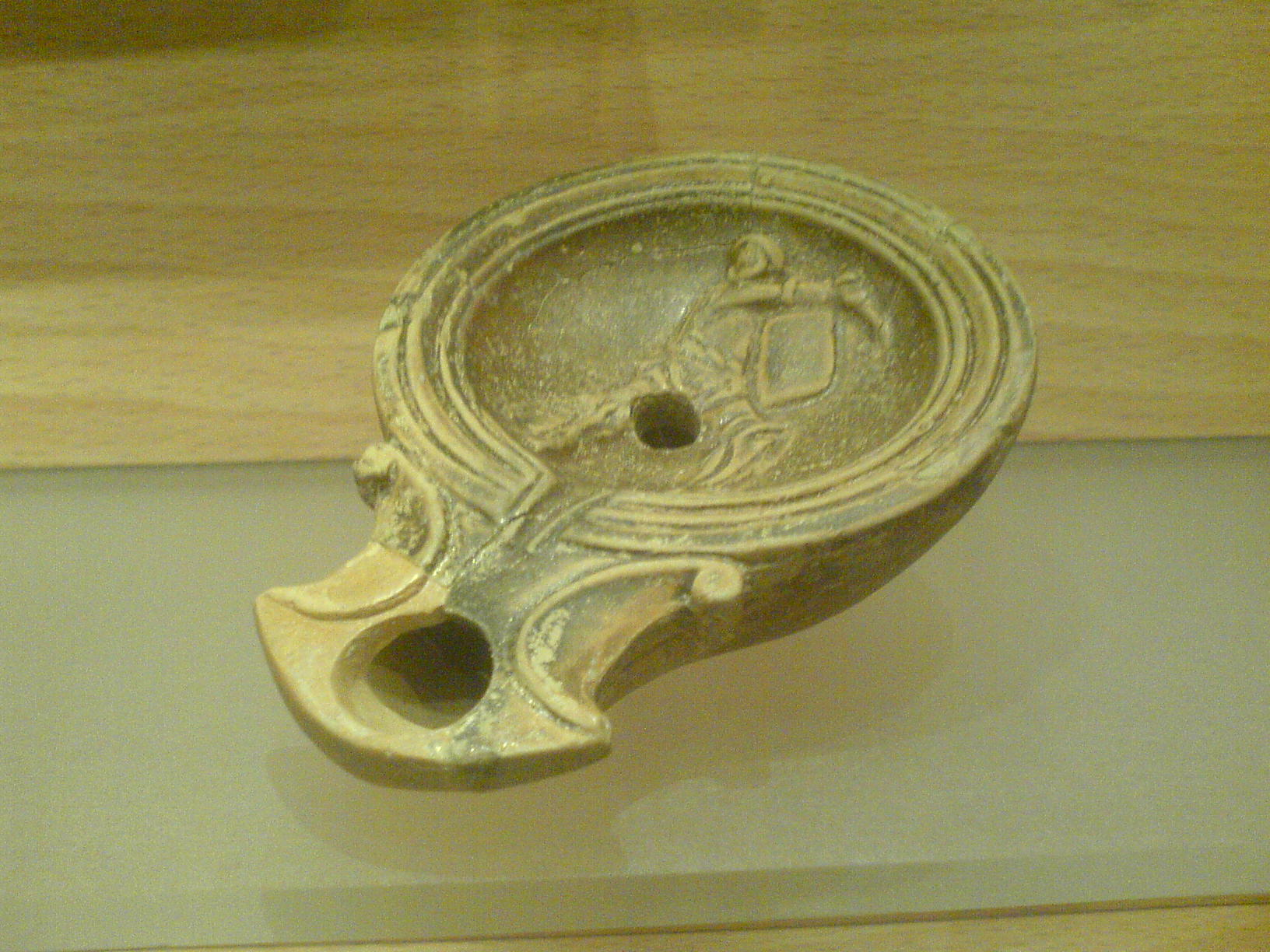
Llàntia (segles I-II dC, Museu d'Història de la Ciutat, Barcelona)

- Ceramica de relleus italogrega o megàrica
- Ceràmica d'engalba vermella pompeiana
- terra sigillata
  - Itàlica (TSI)
  - Gàl·lica (TSG)
    - De la Gàl·lia meridional
    - De la Gàl·lia central
    - De la Gàl·lia oriental

  - Gàl·lica tardana
  - Hispànica (TSH)
  - Hispànica tardana (TSHT)
  - Hispànica brillant (TSHB)
  - Clara o Africana
    - Africana A
    - Africana A/D
    - Africana C
    - Africana D
    - Africana

  - Clara B i Lluent
  - Sigillata Oriental
  - Altres terrae sigillatae
- Ceràmica comuna d'imitació de la terra sigillata
- Ceràmica coríntia
- Ceràmica focea
- Ceràmica pintada
- Ceràmica de parets fines
- Ceràmica vidrada
- Ceràmica engalbada
- Ceràmica comuna
  - De taula
  - De cuina i rebost
    - Morters
- Ceràmica africana de cuina
- Ceràmica de tocador
- Ceràmiques d'emmagatzematge i transport
  - Àmfores
- Llànties (lucernae)
- Materials ceràmics i de construcció